# Антоніо Лопес Герреро
Антоніо Лопес (ісп. Antonio López, нар. 13 вересня 1981, Бенідорм) — колишній іспанський футболіст, що грав на позиції захисника та півзахисника.
Насамперед відомий виступами за «Атлетіко», в якому провів більшу частину своєї кар'єри і став дворазовим переможцем Ліги Європи та володарем Суперкубка УЄФА. Також виступав за національну збірну Іспанії, разом з якою був учасником ЧС-2006.

## Клубна кар'єра
Народився 13 вересня 1981 року в місті Бенідорм. Вихованець футбольної школи клубу «Атлетіко». У 1999–2001 роках грав за другу команду «матрасників»
У основній команді дебютував 2000 року виступами за «Атлетіко», в якому провів півтора сезони, взявши участь у 22 матчах чемпіонату.
Протягом 2002–2004 років на правах оренди захищав кольори клубу «Осасуна».
Своєю грою в оренді привернув увагу представників тренерського штабу «Атлетіко», до складу якого був повернутий влітку 2004 року. Цього разу відіграв за мадридський клуб наступні вісім сезонів своєї ігрової кар'єри. Більшість часу, проведеного у складі «Атлетіко», був основним гравцем команди.
До складу клубу «Мальорка» приєднався 26 червня 2012 року на правах вільного агента, підписавши з остров'янами дворічний контракт. Завершив професійну ігрову кар'єру у «Мальорці» 2014 року, зігравши за два роки лише 17 матчів у Ла Лізі.

## Виступи за збірні
Протягом 2002–2003 років залучався до складу молодіжної збірної Іспанії. На молодіжному рівні зіграв у 6 офіційних матчах.
30 березня 2005 року дебютував в офіційних іграх у складі національної збірної Іспанії в матчі-кваліфікації на ЧС-2006 проти збірної Сербії і Чорногорії, який завершився у нічию 0:0.
У складі збірної був учасником чемпіонату світу 2006 року у Німеччині, на якому зіграв лише в одному матчі проти збірної Саудівської Аравії (1:0).
З літа 2007 року перестав викликатися до лав збірної. Всього за три роки провів у формі головної команди країни 16 матчів, забивши 1 гол.

## Статистика виступів

### Статистика клубних виступів
| Сезон                  | Команда                | Чемпіонат              | Чемпіонат | Чемпіонат | Національний кубок | Національний кубок | Національний кубок | Континентальні кубки | Континентальні кубки | Континентальні кубки | Інші змагання | Інші змагання | Інші змагання | Усього | Усього |
| Сезон                  | Команда                | Ліга                   | Ігор      | Голів     | Ліга               | Ігор               | Голів              | Ліга                 | Ігор                 | Голів                | Ліга          | Ігор          | Голів         | Ігор   | Голів  |
| ---------------------- | ---------------------- | ---------------------- | --------- | --------- | ------------------ | ------------------ | ------------------ | -------------------- | -------------------- | -------------------- | ------------- | ------------- | ------------- | ------ | ------ |
| 1999–00                | «Атлетіко Б»           | СД (ІІ)                | 0         | 0         | -                  | -                  | -                  | -                    | -                    | -                    | -             | -             | -             | 0      | 0      |
| 2000–01                | «Атлетіко»             | СД (ІІ)                | 2         | 0         | КІ                 | 0                  | 0                  | -                    | -                    | -                    | -             | -             | -             | 2      | 0      |
| 2000–01                | «Атлетіко Б»           | СДБ (ІІІ)              | 33+6      | 2         | -                  | -                  | -                  | -                    | -                    | -                    | -             | -             | -             | 39     | 2      |
| 2001–02                | «Атлетіко»             | СД (ІІ)                | 20        | 0         | КІ                 | 1                  | 0                  | -                    | -                    | -                    | -             | -             | -             | 21     | 0      |
| 2001–02                | «Атлетіко Б»           | СДБ (ІІІ)              | 6         | 1         | -                  | -                  | -                  | -                    | -                    | -                    | -             | -             | -             | 6      | 1      |
| Усього за «Атлетіко Б» | Усього за «Атлетіко Б» | Усього за «Атлетіко Б» | 39+6      | 3+0       |                    | -                  | -                  |                      | -                    | -                    |               | -             | -             | 45     | 3      |
| 2002–03                | «Осасуна»              | ПД                     | 36        | 2         | КІ                 | 1                  | 0                  | -                    | -                    | -                    | -             | -             | -             | 37     | 2      |
| 2003–04                | «Осасуна»              | ПД                     | 35        | 0         | КІ                 | 2                  | 0                  | -                    | -                    | -                    | -             | -             | -             | 37     | 5      |
| Усього за «Осасуну»    | Усього за «Осасуну»    | Усього за «Осасуну»    | 71        | 2         |                    | 3                  | 0                  |                      | -                    | -                    |               | -             | -             | 74     | 2      |
| 2004–05                | «Атлетіко»             | ПД                     | 32        | 3         | КІ                 | 7                  | 1                  | Інт                  | 2                    | 0                    | -             | -             | -             | 41     | 4      |
| 2005–06                | «Атлетіко»             | ПД                     | 36        | 3         | КІ                 | 3                  | 0                  | -                    | -                    | -                    | -             | -             | -             | 39     | 3      |
| 2006–07                | «Атлетіко»             | ПД                     | 33        | 0         | КІ                 | 2                  | 0                  | -                    | -                    | -                    | -             | -             | -             | 35     | 0      |
| 2007–08                | «Атлетіко»             | ПД                     | 24        | 1         | КІ                 | 2                  | 0                  | Інт+КУЄФА            | 1+9                  | 0                    | -             | -             | -             | 36     | 1      |
| 2008–09                | «Атлетіко»             | ПД                     | 19        | 2         | КІ                 | 2                  | 0                  | ЛЧ                   | 7                    | 0                    | -             | -             | -             | 28     | 2      |
| 2009–10                | «Атлетіко»             | ПД                     | 31        | 2         | КІ                 | 7                  | 0                  | ЛЧ+ЛЄ                | 6+8                  | 0+1                  | -             | -             | -             | 52     | 3      |
| 2010–11                | «Атлетіко»             | ПД                     | 17        | 0         | КІ                 | 3                  | 0                  | ЛЄ                   | 3                    | 0                    | СУ            | 0             | 0             | 23     | 0      |
| 2011–12                | «Атлетіко»             | ПД                     | 2         | 0         | КІ                 | 1                  | 0                  | ЛЄ                   | 4                    | 0                    | -             | -             | -             | 7      | 0      |
| Усього за «Атлетіко»   | Усього за «Атлетіко»   | Усього за «Атлетіко»   | 216       | 11        |                    | 28                 | 1                  |                      | 40                   | 1                    |               | 0             | 0             | 284    | 13     |
| 2012–13                | «Мальорка»             | ПД                     | 8         | 0         | КІ                 | 0                  | 0                  | -                    | -                    | -                    | -             | -             | -             | 8      | 0      |
| 2013–14                | «Мальорка»             | СД (ІІ)                | 9         | 0         | КІ                 | 0                  | 0                  | -                    | -                    | -                    | -             | -             | -             | 9      | 0      |
| Усього за «Мальорку»   | Усього за «Мальорку»   | Усього за «Мальорку»   | 17        | 0         |                    | 0                  | 0                  |                      | -                    | -                    |               | -             | -             | 17     | 0      |
| Усього за кар'єру      | Усього за кар'єру      | Усього за кар'єру      | 343+6     | 16+0      |                    | 31                 | 1                  |                      | 40                   | 1                    |               | 0             | 0             | 420    | 18     |

### Статистика виступів за збірну
| Дата       | Місто          | Господарі            | Результат | Гості                | Турнір             | Голи | Примітки |
| ---------- | -------------- | -------------------- | --------- | -------------------- | ------------------ | ---- | -------- |
| 30/03/2005 | Белград        | Сербія та Чорногорія | 0 – 0     | Іспанія              | Відбір до ЧС 2006  | -    |          |
| 08/06/2005 | Валенсія       | Іспанія              | 1 – 1     | Боснія і Герцеговина | Відбір до ЧС 2006  | -    |          |
| 17/08/2005 | Хіхон          | Іспанія              | 2 – 0     | Уругвай              | товариський матч   | -    |          |
| 03/09/2005 | Сантандер      | Іспанія              | 2 – 1     | Канада               | товариський матч   | -    |          |
| 08/10/2005 | Брюссель       | Бельгія              | 0 – 2     | Іспанія              | Відбір до ЧС 2006  | -    |          |
| 12/10/2005 | Серравалле     | Сан-Марино           | 0 – 6     | Іспанія              | Відбір до ЧС 2006  | 1    |          |
| 16/11/2005 | Братислава     | Словаччина           | 1 – 1     | Іспанія              | Відбір до ЧС 2006  | -    |          |
| 01/03/2006 | Вальядолід     | Іспанія              | 3 – 2     | Кот-д'Івуар          | товариський матч   | -    |          |
| 27/05/2006 | Альбасете      | Іспанія              | 0 – 0     | Росія                | товариський матч   | -    |          |
| 03/06/2006 | Ельче          | Іспанія              | 2 – 0     | Єгипет               | товариський матч   | -    |          |
| 23/06/2006 | Кайзерслаутерн | Саудівська Аравія    | 0 – 1     | Іспанія              | ЧС 2006 - 1-й етап | -    |          |
| 15/08/2006 | Рейк'явік      | Ісландія             | 0 – 0     | Іспанія              | товариський матч   | -    |          |
| 06/09/2006 | Белфаст        | Північна Ірландія    | 3 – 2     | Іспанія              | Відбір до ЧЄ 2008  | -    |          |
| 11/10/2006 | Мурсія         | Іспанія              | 2 – 1     | Аргентина            | товариський матч   | -    |          |
| 15/11/2006 | Кадіс          | Іспанія              | 0 – 1     | Румунія              | товариський матч   | -    |          |
| 06/06/2007 | Вадуц          | Ліхтенштейн          | 0 – 2     | Іспанія              | Відбір до ЧЄ 2008  | -    |          |
| Усього     |                | Матчів               | 16        |                      | Голів              | 1    |          |

## Титули і досягнення
- Переможець Ліги Європи (2):

«Атлетіко Мадрид»: 2009-10, 2011-12
- Володар Суперкубка УЄФА (1):

«Атлетіко Мадрид»: 2010